# Arts de seconde rhétorique
Le terme seconde rhétorique a commencé à être utilisé au XVe siècle comme une description de la poésie séculaire et vernaculaire en France.
Le terme incarne ses caractéristiques par opposition à la première rhétorique qui est la prose, l'écriture en latin médiéval, et aux écrits du clergé. Le premier traité sur la poésie vernaculaire en France fut le prologue écrit par Guillaume de Machaut pour la publication de ses œuvres complètes (années 1370). On peut aussi citer L'art de dictier écrit par Eustache Deschamps (1392) comme une œuvre traditionnelle d' Arts de seconde rhétorique.
Parmi les autres exemples de Arts de la seconde rhétorique, il y a :
- Des rimes de Jacques Legrand (1405)
- Les règles de la seconde rhétorique (1411–32)
- Le doctrinal de la seconde rhétorique de Baudet Harenc (1432)
- Traité de l'art de rhétorique (1450?)
- L'art de rhétorique de Jean Molinet (1493)
- Traité de rhétorique (1495–1500)
- L'art et science de rhétorique vulgaire (1524–25)

La plupart des traités restants qui traitent de la seconde rhétorique sont des manuscrits uniques, même s'il y a des preuves d'emprunts entre eux et de modèles communs. Quelques-uns ont peut-être été utilisés par les juges lors de compétition de poésie, comme puys d'amour, alors que d'autres étaient clairement faits pour les nobles mécènes.

## Édition
- E. Langlois, ed.: Recueil d’arts de seconde rhétorique (Paris, 1902) (texte entier)

## Sources
- Ardis T. B. Butterfield. Arts de seconde rhétorique. Medieval France: An Encyclopedia. William W. Kibler and Grover A. Zinn, eds. Psychology Press, 1995.
- Marijke Spies, H. Duits, A. van Strien. Rhetoric, Rhetoricians, and Poets: Studies in Renaissance Poetry and Poetics. Amsterdam University Press, 1999.